# Cinnamomum scalarinervium
Cinnamomum scalarinervium är en lagerväxtart som beskrevs av André Joseph Guillaume Henri Kostermans. Cinnamomum scalarinervium ingår i släktet Cinnamomum och familjen lagerväxter. Inga underarter finns listade i Catalogue of Life.